# Adventure Consultants
Adventure Consultants, anciennement dénommée Hall et Ball Adventure Consultants, est le nom d'une compagnie néo-zélandaise établie à Wanaka et qui est spécialisée dans l'organisation d'expéditions d'aventure. Adventure Consultants a été fondée par Rob Hall et Gary Ball en 1991.

## Histoire
La société est connue pour avoir été pionnière dans la commercialisation d'expéditions en très haute montagne et notamment l'ascension du mont Everest dans l'Himalaya, dont celle de 1996 dans laquelle huit personnes sont mortes,,.
En 1995, la compagnie a encadré un total de 39 clients jusqu'au sommet de l'Everest. Chaque client a payé jusqu'à 65 000 $ pour l'ascension. Du début des expéditions en 1990 jusqu'en 2016, 283 ascensions de cette montagne ont été réussies avec des clients de 26 nationalités, dont le premier Belge à avoir atteint le sommet de 8 849 mètres.
Le 10 mai 1996 est la journée la plus noire de l'histoire de l'ascension de l'Everest pour Adventure Consultants, jusqu'à l'avalanche de 2014. Des alpinistes amateurs entament la montée avec des guides chevronnés, Scott Fischer et Rob Hall, tous deux travaillant pour des agences différentes mais choisissant de faire l'ascension ensemble. Ils négligent les conditions météorologiques qui se dégradent et parviennent au sommet entre 13 h et 15 h 45. Ce retard est imputable à l'amateurisme des « touristes ». Au sommet, une violente tempête de neige se lève. Un des clients de Rob Hall s'écroule et le guide reste avec lui. L'alpiniste meurt rapidement et, isolé, Rob Hall ne peut résister au froid et s'engourdit : disposant d'une radio, il communiquera avec son épouse enceinte, jusqu'à sa mort. Scott Fischer succombe pendant la descente, en proie à un sévère mal aigu des montagnes entraînant un œdème cérébral ; aucun de ses compagnons, trop épuisés, n'a pu lui porter secours. Les touristes sont éparpillés dans la nuit sans pouvoir trouver les tentes, pourtant à quelques mètres d'eux. Un alpiniste kazakh chevronné, Anatoli Boukreev, s'élance dans l'obscurité malgré les températures avoisinant −40 °C et ramène un à un les égarés, sauf deux agonisants, la Japonaise Yasuko Namba, sans doute déjà morte, et l'Américain Beck Weathers, inconscient et en difficulté respiratoire. La surprise est pourtant grande quand, le lendemain, réveillé de son coma, Beck Weathers arrive au camp, membres et visage gelés. Toutefois, huit personnes périssent ce jour-là, toutes expéditions confondues, portant le bilan à quinze victimes pour l'année 1996. 
Adventure Consultants a connu une autre tragédie en 2015 dans l'avalanche consécutive à un séisme qui a touché le Népal, dans laquelle six de leurs employés népalais sont décédés et neuf autres blessés. En réponse, la société a coordonné l'aide prodiguée tant à ses employés que celle prodiguée par d'autres organisations humanitaires.
Adventure Consultants a continué ses activités malgré ces deux catastrophes, et a permis, en date de 2017, à 70 % de ses clients d'atteindre le sommet, soit 313 clients depuis la création de l'agence en 1991.

## Les fondateurs
Hall et Ball ont atteint le statut de célébrité en Nouvelle-Zélande après avoir gravi les « sept sommets » (les montagnes les plus élevées de chacun des sept continents) sur une période de sept mois. Le couple d'amis est réputé dans le monde de l'alpinisme pour avoir entrepris ensemble quarante-sept expéditions.
Après la mort de deux fondateurs (Gary Ball en octobre 1993 et Rob Hall en 1996), la compagnie est achetée par Guy Cotter qui continue son activité.

## Services
Adventure Consultants offre ses services dans le guidage en haute montagne, l'organisation de treks, de randonnées sauvages et possède ses écoles d'escalade.
En plus des escalades de montagnes des cinq continents, notamment l'ascension des « sept sommets », Adventure Consultants organise des expéditions aux pôles Nord et Sud.